# Walter Werner (Fußballspieler)
Walter Werner (* 31. Oktober 1920) ist ein ehemaliger deutscher Fußballspieler, der im Erstligafußball für die SG Dresden-Friedrichstadt und die BSG Rotation Dresden sowie den Wuppertaler SV spielte.

## Sportliche Laufbahn
Zu den Spielern, die nach dem Ende des Zweiten Weltkriegs den Dresdner Fußball prägten, gehörte der als Stürmer spielende Walter Werner. Er war nicht nur zuverlässiger Torschütze der SG Dresden-Friedrichstadt, eine der Spitzenmannschaften Sachsens Ende der 1940er Jahre, sondern wurde auch achtmal in die sächsische Landesauswahl berufen, für die er sieben Tore erzielte. Als 1948/49 die erste sächsische Fußballmeisterschaft ausgetragen wurde, erzielte Werner im entscheidenden Endrundenspiel gegen die ZSG Industrie Leipzig das 1:0-Siegtor für die Friedrichstädter. Diese nahmen damit an der Fußball-Ostzonenmeisterschaft 1949 teil, bei der die SG Friedrichstadt jedoch schon Viertelfinale ausschied. Als sächsischer Meister hatte sich die Sportgemeinschaft auch für die erste Saison der neu gegründeten DS-Liga (später DDR-Oberliga) qualifiziert. In der 1949/50 ausgetragenen Spielzeit gehörte der inzwischen 29-jährige Walter Werner von Anfang an zum Spieleraufgebot und setzte bereits im ersten Punktspiel ein Ausrufezeichen, als er beim 12:2-Kantersieg über die BSG Märkische Volksstimme Babelsberg allein sechs Tore beisteuerte. Er bestritt schließlich 25 der 26 ausgetragenen Spiele, wurde mit 21 Treffern Torschützenkönig der Friedrichstädter und kam in der Liga-Torschützenliste auf Platz zwei. Torlos blieb er im letzten und um die Meisterschaft entscheidenden Spiel, bei dem seine Mannschaft unter skandalösen Umständen gegen die BSG Horch Zwickau mit 1:5 unterlag. Die das Spiel begleitenden Zuschauerausschreitungen wurden letztlich mit der Auflösungen der SG Dresden-Friedrichstadt geahndet. Während sich die meisten Spieler der West-Berliner Mannschaft von Hertha BSC anschlossen, folgte Werner seinen Mitspielern Herbert Pohl und Henry Keßler zum damaligen SSV Wuppertal. Er spielte bei diesem Verein und dessen Nachfolger WSV bis 1957, soll jedoch 1952 noch zu einem Oberligakurzeinsatz für Rotation Dresden im vorletzten Saisonspiel gekommen sein.
Trainer beim Wuppertaler SV war bis April 1957 Edmund Conen. Ihm folgte Jupp Schmidt, der sein Amt im Mai antrat; bis dahin hatte Walter Werner als Interimstrainer fungiert. Selbst spielte er während der Zeit nicht, doch nahm er am 19. Juni mit Horst Szymaniak, „Coppi“ Beck und Erich Probst noch am WFV-Pokalendspiel gegen Fortuna Düsseldorf (1:2) teil.
Auch im Spielerlexikon wird zu Walter Werner auf Seite 417 notiert, dass er ab 1950 bei SSV 04 Wuppertal beziehungsweise Wuppertaler SV gespielt und dort noch 67 Ligaspiele in der Oberliga West von 1955–58 (sic) absolviert hätte.